# 奧羅利維 (加利福尼亞州)
奧羅利維（英語：Oroleve）是位於美國加利福尼亞州比尤特縣的一個非建制地區。該地的面積和人口皆未知。

## 地理
奧羅利維的座標為39°31′36″N 121°10′46″W / 39.52667°N 121.17944°W，而該地的平均海拔高度為1017米（即3337英尺）。